# Ga Sinpyeong
Ga Sinpyeong là ga của Tàu điện ngầm Busan tuyến 1 nằm ở Sinpyeong-dong, quận Saha, Busan.

## Bố cục ga
| Dongmae ↑ |
| \| S/B    |
| ↓ Hadan   |

| Hướng Nam | ● Tuyến 1 | ← Hướng đi Dongmae · Jangnim · Natgae · Bãi biển Dadaepo                                                   |
| Hướng Bắc | ● Tuyến 1 | → Hướng đi Hadan · Nampo · Busan · Seomyeon · Yeonsan · Đại học Giáo dục Quốc gia Busan · Dongnae · Nopo → |

## Liên kết
- Mạng thông tin trạm từ Tổng công ty vận chuyển Busan (tiếng Hàn)